# 4945 Ikenozenni
4945 Ikenozenni este un asteroid din centura principală, descoperit pe 18 septembrie 1987 de Kenzō Suzuki și Takeshi Urata.